# Гендрік Омс
Гендрік Омс (нід. Hendrik Ooms, 18 березня 1916 — 6 грудня 1993) — нідерландський велогонщик.
Срібний призер Олімпійських Ігор 1936 року на тандемах.